# Enéadas (pintor)
Enéadas (en griego antiguo: Αἰνεάδες) fue un pintor de vasos del estilo de figuras negras activo en Atenas en torno al tercer cuarto del siglo VI a. C. De él se conserva una copa de bandas con palmetas en las asas, firmado y difícil de leer, que se encuentra en la Antikensammlung Berlin (n.º de inv. F 1780). Enéadas pertenecía a los Pequeños maestros. John Beazley no incluyó a este pintor en sus listas. 